# State of Decay
State of Decay (рус. Загнивающий штат или Стадия разложения), известная под кодовым названием Class3, — компьютерная игра в жанре survival horror с открытым миром, разработанная студией Undead Labs. В State of Decay игроку предлагается взять под управление группу выживших во время зомби-апокалипсиса и обеспечить их спасение, занимаясь в том числе поиском припасов, обустройством лагеря и передвижением по миру в окружении множества агрессивных зомби. Игра вышла на Xbox 360 5 июня 2013 года, а версия для Microsoft Windows 5 ноября 2013 года.
В 2009 году, одновременно с образованием студии Undead Labs, её основатели объявили, что займутся разработкой MMO для игровых консолей, посвященной выживанию во время зомби-апокалипсиса. Однако в феврале 2011 года, когда разрабатываемая студией игра была анонсирована под названием Class3, разработчики сообщили, что игра будет однопользовательской и создается эксклюзивно для сервиса Xbox Live. В августе 2012 года произошёл повторный анонс игры, теперь уже под названием State of Decay; было объявлено, что игра выйдет не только в сети Xbox Live, но и для PC. Undead Labs в январе 2013 года подтвердили, что игра State of Decay не выйдет на PlayStation 3.

## Игровой процесс
В отличие от игр наподобие Left 4 Dead и Dead Island, где основным занятием игрока является истребление зомби, State of Decay уделяет больше внимания выживанию, скрытности, обеспечиванию игрока ресурсами и продвижению по игровому миру. В игре полностью открытый для исследования мир, динамически изменяющийся в зависимости от принятых игроком решений, а игровые сутки длятся 2 часа реального времени. Игроку предоставлен для обследования мир площадью 16 квадратных километров.
Игроку и ботам предложены места, в которых они смогут обосноваться, построить сторожевые башни для защиты от заражённых, лазареты для излечения раненых, кухню для приготовления более качественной еды, мастерскую, тренажёрный зал, огород или библиотеку (по желанию играющего). Некоторые постройки предустановлены, например, радиорубка в Церкви Вознесения. Сооружения можно сносить, чтоб построить более выгодные для конкретных условий изменяющегося игрового мира. Еда, вода, оружие, крыша над головой и боеприпасы — всё, что нужно для выживания. Чтобы получить всё это, игрок должен обыскивать магазины и заброшенные здания. Также можно найти группы других выживших, продавать им свои ресурсы или покупать у них, предоставлять услуги по «обучению» стрельбе, например, взамен нескольких ящиков с боеприпасами, либо «позволять» пользоваться библиотекой (при её наличии) взамен на «принесённые» AI персонажами лекарства. Самих выживших можно найти в округе, возле магазинов и разных зданий при выполнении заданий или с помощью переговоров по радио, при помощи которого они якобы просят о помощи.
Игра уникальна тем, что игроки имеют возможность играть не одним персонажем, а группой выживших, которые проживают в лагере, в любой момент переключаясь на разных персонажей. Причём переключение возможно лишь на здорового персонажа Вашей базы, незанятого или дружелюбно настроенного по отношению к Вам. Игрок может объединиться с другими выжившими, приглашать их в свой лагерь или же просто иметь хорошие отношения с другой группой, помогая обменом ресурсами или выполнением поставленных заданий по выживанию их в определённой области. Каждый персонаж может иметь специализацию (повар, техник, фермер), позитивные качества (атлет, хороший стрелок, интеллектуал), или же негативные (хромое колено, тупость, астма, алкоголизм). Кроме того, смерть персонажа перманентна, то есть убитый не воскресает и игрок продолжит прохождение за другого выжившего из лагеря.

## Сюжет
Друзья Маркус и Эд отдыхают на загородном озере в долине Трамбулл, когда вокруг начинается эпидемия зомби. Отбив их атаки, они спасают Майю Торрес, бывшую военную. Втроём они добираются до Церкви Вознесения, где вместе с ещё одной группой выживших организовывают защищённую базу.
Дальнейшая судьба персонажей зависит от действий игрока. Команде предстоит не только обеспечивать себя ресурсами и отбивать атаки зомби, но также исследовать местность, налаживать отношения с другими группами выживших, установить связь с военными и представителями власти, выяснить причину чёрной лихорадки, и наконец, покинуть долину.

## Дополнения
29 ноября 2013 года для игры вышло первое дополнение под названием Breakdown. Дополнение добавило в игру песочницу и возможность играть со слабым сюжетом.
30 мая 2014 года вышло второе дополнение игры под названием Lifeline, добавившее возможность игры за отряд военных, отправленных в эпицентр зомби-апокалипсиса, для того чтобы эвакуировать учёных, придумавших как остановить заразу. Помимо этого, добавлена абсолютно новая карта, автомобили и сюжетная линия.

## Критика и оценки
| Сводный рейтинг       | Сводный рейтинг             |
| Агрегатор             | Оценка                      |
| --------------------- | --------------------------- |
| GameRankings          | X360: 76,94 % XONE: 74,66 % |
| Metacritic            | 78/100                      |
| Иноязычные издания    |                             |
| Издание               | Оценка                      |
| Destructoid           | 8,5/10                      |
| Edge                  | 7/10                        |
| Eurogamer             | 8/10                        |
| Game Informer         | 7,0/10                      |
| GameRevolution        | 3,5/5                       |
| GameSpot              | 8,0/10                      |
| GamesRadar+           | [ 20 ]                      |
| IGN                   | 8,9/10                      |
| Joystiq               | [ 22 ]                      |
| Polygon               | 8,5/10                      |
| Русскоязычные издания |                             |
| Издание               | Оценка                      |
| Absolute Games        | 80 %                        |

Absolute Games поставили игре 80 %, назвав её самым честным концом света.
Летом 2018 года, благодаря уязвимости в защите Steam Web API, стало известно, что точное количество пользователей сервиса Steam, которые играли в игру хотя бы один раз, составляет 1 083 514 человек.

## Продолжение
Дата анонса продолжения 13 июня 2016 года, уже 18 мая 2018 года вторая часть (State of Decay 2) была доступна (по предзаказу Ultimate-издания). Официально продолжение игры вышло 22 мая 2018 года. Игра вышла на Xbox One, а также на PC под управлением операционной системы Windows 10.